# Halt and Catch Fire
Halt and Catch Fire, HCF (engelska: Stanna och fatta eld), är ett samlingsnamn för odokumenterade maskinkodsinstruktioner som kan ha oväntade bieffekter (som till exempel att processorn brinner upp). 
Instruktionerna är förmodligen inkluderade för att tillverkarna ska kunna testa diverse saker under tillverkningsskedet, till exempel busshastighet eller accesstiden till externt minne.
De flesta av de påstådda HCF-instruktionerna samt deras bieffekter som cirkulerar på Internet får anses vara Klintbergare. Det finns få, om några, belägg för att till exempel ett kretskort har brunnit upp på grund av mjukvaruinstruktioner.